# 유네스코 세종대왕 문해상
유네스코 세종대왕 문해상(UNESCO King Sejong Literacy Prize)은 유네스코가 제정한 문맹퇴치 공로상이다. 1989년에 한국정부가 유네스코에 제의하여 제정되었으며 문맹 퇴치사업에 공이 많은 개인이나 단체 3명(단체)을 선정하여 '세계 문해(文解)의 날(International Literacy Day)'인 9월 8일에 매년 수여하고 있다. 수상대상인 3명의 개인이나 단체에게는 각각 미화 2만달러의 상금이 주어지는데, 지급되는 상금은 한국정부가 지원하고 있다.

## 배경
인간의 삶의 질 향상과 인간다운 삶을 누리기 위해서는 읽고 쓸줄 알아야 한다. 또한 알권리와 표현의 자유를 보장받기 위한 필수적인 요소로서도 문해력은 매우 중요하다. 그러기에 유엔 산하 기관인 유네스코는 1946년 이래 전세계적으로 문맹 퇴치 운동을 전개해왔다. 아울러 유네스코는 개인과 공동체 사회에게 문맹 퇴치의 중요성을 일깨우기 위해 9월 8일을 '세계 문해(文解)의 날(International Literacy Day)'로 지정하여 1967년부터 매년 기념행사를 치르고 있다. 세계 문해의 날이란, 문해력 즉 문자를 읽고 쓰는 일의 중요성을 다시 생각해보게 하는 날이다.
한국정부는 문해력이 낮은 백성들을 위해 쉽게 익히고 사용할 수 있도록 과학적인 문자를 새로 만든 세종대왕의 한글 창제정신과 업적을 전 세계에 알림과 동시에 세계 문맹 퇴치를 위해 이바지 하고자 1989년 6월에 '세종대왕 문해상' 제정을 제안하였다. 이런 취지에 공감한 유네스코가 '유네스코 세종대왕 문해상'을 제정하여 1990년부터 문맹퇴치에 앞장선 개인이나 단체를 선정하여 매년 세계 문해의 날에 상을 수여하고 있다. 수상자에게는 미화 2만달러의 상금과 은으로 만든 메달을 수여되는데 그 재원은 한국정부가 전액 지원하고 있다. 1994년까지는 수상자가 1인(단체)였으나 1995년부터 본상과 장려상으로 2명이나 2곳의 단체에게 수여해왔으며, 2021년부터는 수상자 3명(단체)을 선정해 수상 규모를 확대했다.
유네스코 세종대왕 문해상은 주로 개발도상국 모어(母語) 발전·보급에 크게 기여한 개인/단체/기구에게 매년 시상하고 있다. 후보는 유네스코 회원국 정부, 또는 유네스코와 공식 관계를 맺고 있는 국제 비정부기구들이 후보를 추천할 수 있다. 수상자는 국제심사위원단의 추천으로 유네스코 사무총장이 선정한다. 국제심사위원단은 유네스코 사무총장이 세계 각 지역별로 안배해 임명한 문해 분야의 남·녀 저명인사 최소 5명으로 구성되며, '유네스코 공자 문해상' 국제심사위원단을 겸한다.
제32회 ‘유네스코 세종대왕 문해상’ 시상식이 2021년 9월 9일(목) 오후 1시 30분(현지시각), 프랑스 파리 유네스코 본부에서 비대면·화상 방식으로 열렸다. 수상자는 ‘과테말라 농촌 문해 교육 프로그램’, ‘인도 수어 중심 장애인 교육 프로그램’, ‘남아공 토착 언어 아동문학 교육 프로그램’으로 3곳이 선정되어 상이 수여되었다.

## 수상 대상
- 문맹퇴치사업에 직접 종사한 경우
- 국가 또는 지역 단위의 문맹퇴치사업 종사
- 문맹퇴치를 위한 언론캠페인 종사
- 문맹퇴치를 위한 교육자재개발 생산
- 문맹퇴치관련 학술연구
- 문맹퇴치사업계획 수립 및 이를 위한 조사업무
- 청소년의 문맹퇴치사업 참여유도
- 문맹퇴치에 공이 있는 언론

## 역대수상자
1990년부터 2021년까지 59개(명) 단체와 개인이 ‘유네스코 세종대왕 문해상’을 받았다. 1990년에서 1994년에는 수상자가 1인 이었다가, 1995년부터 2020년까지는 2인이었으며 2021년부터는 3인으로 수장자(단체)가 확대되었다.
제1회(1990): 과학대중화 운동(인도)
제2회(1991): 성인교육연구소(가나)
제3회(1992): 지식의 등불 운동(인도)
제4회(1993): 교육부(요르단)
제5회(1994): 튀니지 여성연맹(튀니지)
제6회(1995): 시골여성들의 삶의 질 향상을 위한 문재전후 훈련 계획(에콰도르), 중국부녀연합(중국)
제7회(1996): 사우디아라비아 국방항공부 군교육문화국(사우디아라비아), 디브와디아 디툼바 유네스코 클럽(콩고민주공화국)
제8회(1997): 자선활동을 위한 노트르담 재단의 '기업 발전에서의 여성' 프로그램(필리핀), 토고면직회사(토고)
제9회(1998): 문해 및 성인교육 총괄국(이집트), 비문해퇴치를 위한 상설기구(프랑스)
제10회(1999): 성인문해·훈련국(나이제리아), 여성지위향상·인력개발부(페루)
제11회(2000): 청소년교육(이라크), 국립문해기초교육국(세네갈)
제12회(2001): 간수 티안슈이 교육위원회(중국), 폴 게랭-라죠아 문해기금(아이티 공화국)
제13회(2002): 부냐드 문해지역협의회(파키스탄), 성인교육 아랍지역센터(이집트), 스페인 카르타헤나 성인교육연합 카르멘 콘데와 일본 ACCU, 쿠바 정부의 문해와 대중매체 프로그램
제14회(2003): 남아프리카 템바레투 지역사회 교육센터(the Tembaletu Community Education Centre in South Africa), 국제성찰써클(the International Reflect Circle, CIRAC)
제15회(2004): AlfaSol(Solidarity in Literacy)(브라질), 청해성(靑海省) 문해교육 사업단(the Steering Group of Literacy Education in Qinghai Province)(중국)
제16회(2005): AULA문화협회(스페인), GOAL(수단)
제17회(2006): 모자교육재단(Mother Child Education Foundation)(터키), 중남미·캐리비안 교육연구소(Youth and Adult Literacy and Education Chair of the Latin American and Caribbean Pedagogical Institute)(쿠바)
제18회(2007): NGO인 아동 도서 프로젝트(Children's Book Project)(탄자니아), 국제 NGO인 토스탄(Tostan)(세네갈)
제19회(2008): 잠비아의 국민행동포럼 “Reflect and HIV/AIDS", 영국 국영방송인 BBC(British Broadcasting Corporation) ”BBC-RAW(Reading and Writing)"
제20회(2009): 부르키나파소의 문해교육단체 틴투아(Tin Tua), 인도의 여성교육단체 니란타르(Nirantar)
제21회(2010): 카보베르데(Republic of Cape Verde) 성인훈련원의 '성인 문해교육 프로그램(EdFoA)', '주립교사훈련 및 학교 개발기관'의 '가족 문해 사업(FLY)', 콜롬비아 북가톨릭대학기금의 '원격 지원 문해프로그램'(명예호칭)
제22회(2011): 부룬디의 ‘전국문해서비스(National Literacy Service)’, 멕시코 국립성인교육연구소의 ‘두 언어 생활문해 프로그램(“Bilingual Literacy for Life” Programme)’
제23회(2012): 인도네시아 지역사회 교육개발 프로그램, 르완다 펜테코스탈 교회의 성인 문해교육 프로그램
제24회(2013) : 인도의 인적자원개발부 소속 국립문해국(National Literacy Mission Authoritym, NLMA)의 ‘삭사르 바랏 미션(Saakshar Bharat Mission, 글을 읽을 수 있는 인도)’, 아프리카 차드공화국 구에라어 촉진 협회(Federation of Associations for the Promotion of Guera Languages, FAPGL)의 ‘모국어 문해 프로그램’(The programme Mother Tongue Literacy)
제25회(2014) : 부르키나파소의 ‘비정규교육진흥연맹’ (NGO 국경없는 교육가회 와 공동수상), 에콰도르의 ‘교육부’
제26회(2015) : 모잠비크 ‘진보협회’ 모국어를 통한 문자 해독과 성 평등을 위한 도약프로그램·스리랑카 ‘국립교육원’ 열린 학교 프로그램
제27회(2016) : 마히돌 대학교 아시아문화언어연구소(태국), 지식협력공유개발센터(베트남)
제28회(2017) : 콘코디아 대학교 학습 및 성과 연구센터(캐나다), 라다 다자니 박사(요르단)
제29회(2018) : 교육을 위한 아프가니스탄 지원(비정부기구), 교육분화부(우루과이)
제30회(2019) : 국립 성인 문해교육청(알제리), 세네갈 방직 개발회사(세네갈)
제31회(2020) : 네팔 노령기구(네팔), 세계연합학교(영국)
제32회(2021) : 과테말라의 ‘무한한 지평선 익실’(농촌에서의 상호작용형 문해교육 프로그램), ▲ 인도의 ‘국립개방교육원’(수어 학습콘텐츠를 중심으로 한 기술기반 장애인 교육), ▲ 남아프리카공화국의 ‘푸쿠 아동문학재단’(디지털 기술을 활용한 남아프리카 토착 언어 아동문학 활성화)

## 같이 보기
- 문해율에 따른 나라 목록
- 유네스코
- 유네스코 한국위원회
- 세계유산
- 세계기록유산
- 인류무형문화유산
- 생물권보전지역
- 세계지질공원
- 세계 책의 수도
- 유네스코 창의도시 네트워크
- 유네스코 글로벌 학습도시 네트워크
- 유네스코 학습도시상
- 유네스코 국제상
  - 유네스코 직지상
- 국제 기념해
- 국제 기념일